# Liste der Kulturdenkmäler in Bremen-Häfen
In der Liste der Kulturdenkmäler in Bremen-Häfen sind alle Kulturdenkmäler des Bremer Stadtteils Häfen aufgelistet. Dazu gehört auch der von Bremerhaven umgebene Ortsteil Stadtbremisches Überseehafengebiet Bremerhaven, der hier eine eigene Tabelle hat.
Grundlage ist die vom Landesamt für Denkmalpflege Bremen (LfD) veröffentlichte Landesdenkmalliste. Die amtlichen Daten wurden direkt aus einem Export der Denkmaldatenbank beim LfD 
mit dem Stand von April 2025 übernommen.

## Hinweise
Weitere Erläuterungen zum Aufbau dieser Liste und zu ihrem Inhalt bietet die Seite Inhalte der Tabellen.
Die anklickbare Karte rechts leitet zu den Listen der anderen Stadtteile. Auf der Übersichtsseite befindet sich eine größere Karte.
Wichtig für Autoren:  Links zu Artikeln oder Architekten sowie Bilder oder Koordinaten der Objekte auch/nur in die Ergänzungsliste eintragen, da die Tabelle mittels Datentechnik erstellt wird. Änderungen in der Tabelle von Hand werden sonst beim nächsten Update überschrieben.
|  | Mit dem Bremer Express-Upload können Bilder mit automatischer Zuordnung zu den Objekten auf Commons hochgeladen werden. Bitte dazu auf das Kamera-Symbol in der jeweiligen Tabellenzeile klicken. Eine Kurzinformation bietet diese Projektseite. |

## Denkmalliste Häfen
| Objekt                                                | Typ                | Baujahr             | Architekt/Künstler             | Adresse                                                        | Koordinaten Wikidata | Art? | Objekt-Nr.? | Bild |
| ----------------------------------------------------- | ------------------ | ------------------- | ------------------------------ | -------------------------------------------------------------- | -------------------- | ---- | ----------- | ---- |
| A.G. "Weser", Verwaltungsgebäude                      | Verwaltungsgebäude | 1903–1905, 1930     | Tölken, Diedrich               | Schiffbauerweg 2, 4 Hermann-Prüser-Straße, Ludwig-Plate-Straße | Lage Q47069238       | DG   | 1745        |      |
| A.G. "Weser", Verwaltungsgebäude                      | Verwaltungsgebäude | 1903–1905 1949–1950 | Tölken, Diedrich Rottgeri, Th. | Schiffbauerweg 2 Hermann-Prüser-Straße, Ludwig-Plate-Straße    | Lage Q41620271       | ED   | 1746        |      |
| A.G. "Weser", Erweiterungsbau des Verwaltungsgebäudes | Verwaltungsgebäude | 1930                |                                | Schiffbauerweg 4 Ludwig-Plate-Straße                           | Lage Q41620311       | BT   | 1747        |      |

Anzahl der Objekte in Häfen (Bremen): 3, davon mit Bild: 3 (100 %).

### Stadtbremisches Überseehafengebiet Bremerhaven
| Objekt                                                   | Typ                       | Baujahr        | Architekt/Künstler        | Adresse                                                 | Koordinaten Wikidata | Art? | Objekt-Nr.? | Bild |
| -------------------------------------------------------- | ------------------------- | -------------- | ------------------------- | ------------------------------------------------------- | -------------------- | ---- | ----------- | ---- |
| Nordschleuse, Maschinenhäuser                            | Schleuse, Betriebsgebäude | 1928–1931      | Falge, Karl Agatz, Arnold | An der Nordschleuse 2 Brückenstraße 40 Steubenstraße 23 | Lage Q41438211       | DG   | 1526        |      |
| Nordschleuse, Maschinenhaus am Binnenhaupt               | Maschinenhaus             | 1928–1931      | Falge, Karl Agatz, Arnold | An der Nordschleuse 2                                   | Lage Q41620910       | ED   | 1527        |      |
| Nordschleuse, Maschinenhaus                              | Maschinenhaus             | 1928–1931      | Falge, Karl Agatz, Arnold | Brückenstraße 40                                        | Lage Q41620994       | ED   | 1528        |      |
| Nordschleuse, Maschinenhaus am Außenhaupt                | Maschinenhaus             | 1928–1931      | Falge, Karl Agatz, Arnold | Steubenstraße 23                                        | Lage Q41620960       | ED   | 1529        |      |
| Kaiserschleuse Ostfeuer, Kleiner Glockenturm, Pingelturm | Seezeichen, Leuchtfeuer   | 1900           | Rudloff, Rudolf           | Schlepperhafen Kaiserschleuse                           | Lage Q1321463        | ED   | 1545        |      |
| Kraftwerk am Kaiserhafen, Kraftcentrale                  | Kraftwerk                 | 1896–1897      |                           | Wiegandstraße 27                                        | Lage Q41348761       | ED   | 1554,T      |      |
| Druckwasserdrehkran am Westpier des Kaiserhafens         | Kran                      | 1897 1996–1997 |                           |                                                         | Lage Q41621035       |      | 1554,T001   |      |
| Stauerei des Norddeutschen Lloyd                         | Verwaltungsgebäude        | 1909 1921      | Jäger, Heinrich           | Alter Fährweg 8                                         | Lage Q133890781      | ED   | 3059        |      |

Anzahl der Objekte (Stadtbremisches Überseehafengebiet Bremerhaven): 8, davon mit Bild: 7 (88 %).